# Marco Börries

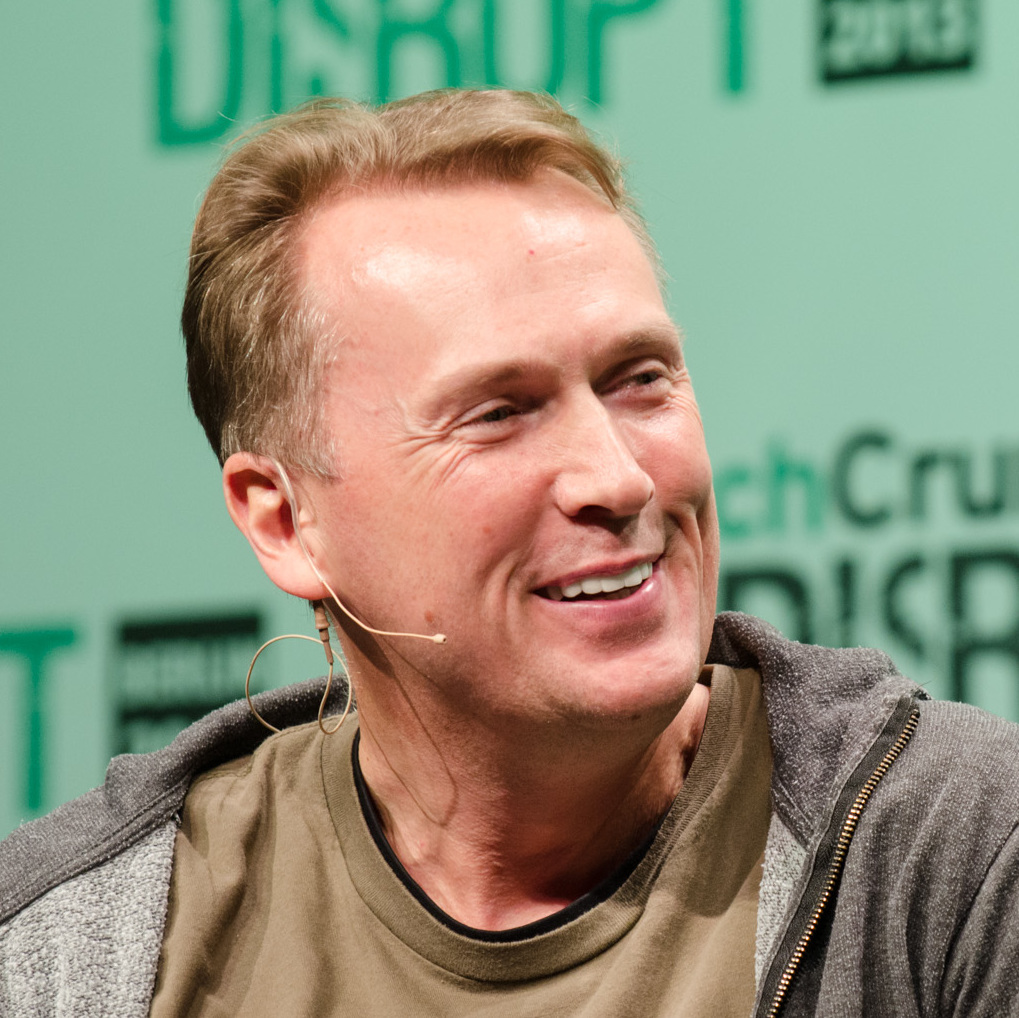
Marco Börries 2013 in Berlin

Marco Börries (* 1. August 1968) ist ein deutscher IT-Unternehmer.

## Leben
Inspiriert von einem während seiner Schulzeit am Gymnasium Oedeme stattfindenden Schüleraustausch im Silicon Valley gründete Marco Börries mit 16 Jahren Star Division als Garagenfirma in Lüneburg. Mit ihr vertrieb er die zunächst von Freunden entwickelte Software StarWriter (aus der StarOffice und später OpenOffice.org wurde) als Alternative zu den Office-Paketen von Microsoft. StarOffice wurde über 25 Millionen Mal verkauft. Am 5. August 1999 verkaufte Börries Star Division für einen hohen zweistelligen Millionenbetrag (US-Dollar) an die Firma Sun Microsystems und war dort auch kurze Zeit beschäftigt.
Schon während des Aufbaus von Star Division gründete Börries die in Hamburg ansässige Firma Star Finanz als Joint Venture mit der Deutschen Sparkassen Organisation. Sie entwickelte sich in den Folgejahren mit StarMoney zu einem bedeutenden Anbieter von Homebankingsoftware. Anfang 2001 verkaufte er auch seine Anteile an diesem Unternehmen.
Im August 2001 gründete Börries die Firma VerdiSoft und fungierte als CEO. Dort wurde die neue Technologie Yahoo! Go entwickelt, die einen für Handydisplays optimierten Zugriff auf Mail, Fotos, Nachrichten und andere Webinhalte ermöglicht. Die Firma VerdiSoft mitsamt Technologie-Know-how wurde im Februar 2005 an Yahoo verkauft, wo Börries bis April 2009 als Executive Vice President in der Sparte Connected Life arbeitete.
Börries lebte mit seiner Frau und drei Kindern bis 2008 in Kalifornien, zog danach nach Hamburg und Berlin-Mitte.
Am 1. September 2009 startete Marco Börries mit seiner neuesten Geschäftsidee, der in Berlin angesiedelten NumberFour Aktiengesellschaft.  Das Unternehmen entwickelte eine offene Software-Plattform (PaaS) für Entwicklung, Vertrieb und Marketing von vertikalen Lösungen für kleinere Unternehmen. Nach vier Jahren Entwicklungstätigkeit sammelte Börries im Sommer 2013 bei Finanzinvestoren 38 Millionen US-Dollar für das Unternehmen ein, um den Marktstart der Software zu finanzieren. Im März 2017 kam die Marke enfore mit einer Geschäftsplattform für Kleinunternehmen auf den Markt, die Onlinedienste, Software und Hardware (POS-Terminals) verbindet. Im September 2024 wurde über die NumberFour AG ein Insolvenzverfahren eröffnet. Gegen Börries wurde daraufhin wegen möglicher Insolvenzverschleppung ermittelt.
Weitere unternehmerische Aktivitäten, die nicht zum Markteintritt führten, waren die 2009 gegründete Adhoc Mobile GmbH sowie die 2010 ins Leben gerufene Mag10 GmbH, die eine Lösung für Tablet Publishing entwickeln sollte, jedoch Ende 2011 auf Eis gelegt wurde.